# Olympische Jugend-Sommerspiele 2010/Teilnehmer (Belgien)
| Gelbes Symbol für Goldmedaillen mit stilisierten Olympischen Ringen | Graues Symbol für Silbermedaillen mit stilisierten Olympischen Ringen | Braundes Symbol für Bronzemedaillen mit stilisierten Olympischen Ringen |
| ------------------------------------------------------------------- | --------------------------------------------------------------------- | ----------------------------------------------------------------------- |
| 2                                                                   | 1                                                                     | 2                                                                       |

Die belgische Jugend-Olympiamannschaft für die I. Olympischen Jugend-Sommerspiele in Singapur bestand aus 51 Athleten.

## Athleten nach Sportarten

### Bogenschießen
Mädchen
- Zoé Gobbels

### Hockey
Jungen
- Bronze
- Quentin Bigare
- Mathew Cobbaert
- Dimitri Cuvelier
- Nicolas de Kerpel
- Bjorn Delmoitie
- Arno Devreker
- Matthias Dubois
- Arnaud Flamand
- Alexander Hendrickx
- Antoine Legrain
- Gaëtan Perez
- Louis Rombouts
- Dorian Thiery
- Benjamin van Dam
- Arthur Van Doren
- Thomas vander Gracht

### Judo
| Mädchen - Lola Mansour Gold Klasse bis 78 kg Silber Mannschaft | Jungen - Toma Nikiforov Silber Klasse bis 100 kg |

### Kanu
Mädchen
- Hermien Peters
Bronze  Kajak Sprint

### Leichtathletik
Jungen
- Arnaud Art
- Bram Ghuys

### Radsport
| Mädchen - Tori van de Perre | Jungen - Mattias Somers - Laurens Sweeck - Boris Vallée |

### Reiten
Jungen
- Nicola Philippaerts
Gold  Springen Mannschaft

### Rudern
| Mädchen - Eveline Peleman | Jungen - Jean-Benoît Valschaerts |

### Schwimmen
| Mädchen - Jolien Vermeylen - Sarah Wegria | Jungen - Bastien Soret |

### Segeln
Mädchen
- Andrea Vanhoorne

### Tennis
Mädchen
- An-Sophie Mestach
Bronze  Doppel Mädchen

### Tischtennis
Jungen
- Emilien Vanrossomme

### Triathlon
| Mädchen - Charlotte Deldaele | Jungen - Thomas Jurgens |

### Turnen
| Mädchen - Eline Vandersteen | Jungen - Thomas Neuteleers |

### Volleyball
Mädchen
- Gold
- Delfien Brugman
- Valerie El Houssine
- Laura Heyrman
- Mira Juwet
- Laurine Klinkenberg
- Tara Lauwers
- Lotte Penders
- Elien Ruysschaert
- Ilka van de Vyver
- Lore van den Vonder
- Sophie van Nimmen
- Karolien Vleugels